# Brieulles-sur-Bar
 Brieulles-sur-Bar  es una población y comuna francesa, en la región de Champaña-Ardenas, departamento de Ardenas, en el distrito de Vouziers y cantón de Le Chesne.
Está integrada en la Communauté de communes de l'Argonne Ardennaise.

## Demografía
| 468 | 523 | 570 | 570 | 502 | 548 | 522 | 516 | lac. | lac. | 545 | 526 | 521 | 513 | 506 | 456 | 463 | 450 | 462 | 462 | 330 | 332 | 324 | 320 | 308 | 313 | 249 | 239 | 196 | 196 | 175 | 202 | 218 | 219 |
| Para los censos de 1962 a 1999 la población legal corresponde a la población sin duplicidades (Fuente: INSEE [Consultar]) |     |     |     |     |     |     |     |      |      |     |     |     |     |     |     |     |     |     |     |     |     |     |     |     |     |     |     |     |     |     |     |     |     |

## Lugares y monumentos
- Iglesia fortificada del siglo XVI.